# Lylia Arancio de Beller
Lylia Mónica Arancio de Beller (San Salvador de Jujuy, 27 de febrero de 1960) es una contadora pública y política argentina de la Unión Cívica Radical, que se desempeñó como senadora nacional por la provincia de Jujuy entre 2001 y 2005.

## Biografía
Nacida en San Salvador de Jujuy en 1960, se recibió de contadora pública nacional en la Facultad de Ciencias Económicas de la Universidad Nacional de Jujuy en 1983.
Entre 1982 y 1986 fue funcionaria en la Dirección de Estadísticas e Informática de la provincia de Jujuy. Entre 1986 y 1987 estuvo a cargo del área de estadística y comercialización de la Dirección Provincial de Minería, cuando renuncia para asumir como jefa del Departamento Administrativo del Concejo Deliberante de San Salvador de Jujuy. Desde 1992 hasta 2001 se desempeñó como secretaria parlamentaria en dicho cuerpo legislativo municipal.
En el ámbito partidario, integró la Unión Cívica Radical (UCR), siendo convencional provincial y delegada al Comité Nacional de la UCR.
En las elecciones legislativas de 2001 fue elegida senadora nacional por el Frente Cívico Jujeño, junto a Gerardo Morales. Por sorteo, le correspondió un mandato de cuatro años hasta 2005. En 2002, junto con Morales, se separaron del bloque de la UCR.
Fue vicepresidenta de la comisión de Población y Desarrollo Humano, y vocal en las comisiones de Apoyo a las Obras del río Bermejo; de Defensa Nacional; de Seguridad Interior y Narcotráfico; de Turismo; y de Economías Regionales, Micro, Pequeña y Mediana Empresa.
En las elecciones provinciales de 2003, fue precandidata a gobernadora de Jujuy, enfrentándose a Gerardo Morales en las internas de la UCR.